# Ranolfo Vieira Júnior
Ranolfo Vieira Júnior (Esteio, 7 de abril de 1966) é um delegado aposentado da Polícia Civil e político brasileiro, filiado ao Partido da Social Democracia Brasileira (PSDB). Foi governador do Rio Grande do Sul entre março e dezembro de 2022, tendo sido empossado após a renúncia de Eduardo Leite.
No governo de Eduardo Leite, Ranolfo também assumiu a secretaria de Segurança Pública. A partir da renúncia de Leite, Vieira Júnior tornou-se governador do Rio Grande do Sul, porém não buscou reeleição e apoiou a candidatura de Leite.

## Carreira
Formado em Direito pela Universidade do Vale do Rio dos Sinos, com pós-graduação no curso superior de Formação de Delegados de Polícia pela Academia da Polícia Civil do Estado do Rio Grande do Sul (Acadepol). Ingressou em 1998 na Polícia Civil, como delegado em Rio Grande. Dirigiu o Departamento Estadual de Investigações Criminais (DEIC) por seis anos, foi secretário de segurança de Canoas, chefe da Polícia Civil no governo Tarso Genro e concorreu, em 2014, a deputado estadual, sem, contudo, se eleger.
Presidiu o Conselho Nacional de Chefes de Polícia Civil e foi professor da Universidade Luterana do Brasil (Ulbra) por 14 anos e da Acadepol por 10.
Em julho de 2017, chegou a ser anunciado como pré-candidato ao governo do estado pelo Partido Trabalhista Brasileiro (PTB). Mas, devido a uma aliança feita pelo seu então partido com o PSDB, acabou sendo indicado para a vice-governadoria na chapa de Eduardo Leite. Com a vitória do tucano, tornou-se vice-governador do Rio Grande do Sul. Contrariado com falas de teor homofóbico do então presidente nacional do PTB, Roberto Jefferson, direcionadas a Leite, Ranolfo trocou o partido pelo PSDB.
Em 28 de março de 2022, Leite renunciou ao governo do estado, transmitindo o cargo a Vieira Júnior.
Em 20 de junho de 2023, foi aprovado pelo Banco Central, por nomeação de Leite, ao cargo de Diretor de Operações do Banco Regional de Desenvolvimento do Extremo Sul. Desde 03 de julho  de 2024 é o atual presidente do banco de fomento.

## Vida pessoal
Ranolfo Vieira Júnior é casado com Sônia desde 1994, tendo com ela 3 filhos: Guilherme, Gustavo e Gabriela.

## Desempenho em eleições
| Ano  | Eleição                       | Partido | Coligação                                         | Candidato a       | Votos          |
| ---- | ----------------------------- | ------- | ------------------------------------------------- | ----------------- | -------------- |
| 2014 | Estadual no Rio Grande do Sul | PTB     | PTB                                               | Deputado estadual | 27.336 (0,49%) |
| 2018 | Estadual no Rio Grande do Sul | PTB     | Rio Grande da Gente(PSDB/PTB/PP/PRB/PPS/REDE/PHS) | Vice-governador   | 25.937 (0,48%) |